# Galeodes koeiena
Galeodes koeiena är en spindeldjursart som beskrevs av Lawrence 1956. Galeodes koeiena ingår i släktet Galeodes och familjen Galeodidae. Inga underarter finns listade i Catalogue of Life.